# Pedesetnički kalendar
Pedesetnički kalendar ili pentekontadni kalendar je jedinstveni poljoprivredni kalendarski sustav, za koji se misli da je amoritskog podrijetla, u kojem je godina podijeljena u sedam razdoblja od po pedeset dana, s godišnjom dopunom od petnaest ili šesnaest dana. Otkrili su ga i rekonstruirali Hildegaard i Julius Lewy tijekom 1940-tih. Uporaba kalendara seže unazad bar do 3. tisućljeća pr. Kr. u zapadnoj Mezopotamiji i okolnim područjima. Korišten je sve do najnovijeg doba, njegovi oblici su pronađeni u nestorijanizmu i među felasima u suvremenoj Palestini.

## Pregled
Pedesetnički kalendar je na akadskom bio poznat kao hamšâtum, a razdoblje od petnaest dana na kraju godine Babiloncima je bilo poznato kao shappatum. Religijski nalog da se "poštiva sabat" po nekim mišljenjima potječe od naloga da se proslavi shappatum, razdoblje žetve na kraju svake godine po pentekontadskom kalendarskom sustavu.
Svako pedesetodnevno razdoblje obuhvaćalo je sedam tjedana sa sedam sabata, s dodatnim pedesetim danom, poznatim kao atzeret.
Ovaj kalendar su često koristila razna kananitska plemena u Palestini, a misli se da su ga koristili i Izraeliti, dok u doba kralja Solomona nije službeno prihvaćen novi tip solarnog kalendara.
Liturgijski kalendar Esena u Kumranu bio je pedesetnički kalendar, označen festivalima posljednjeg dana svakog pedesetodnevnog razdoblja, npr. Proslava Novog vina, Proslava ulja i Proslava Nove pšenice itd.
Filon je izričito povezao "vrline bez premca" pentekontadskog kalendara s Pitagorinim poučkom, dalje opisujući broj pedeset kao "savršeni izraz pravokutnog trokuta, vrhovno načelo stvaranja u svijetu i 'najsvetiji' od brojeva".
Tawfiq Canaan (1882. – 1964.) je opisao uporabu takvog kalendara među Palestincima u južnoj Palestini, a također i njegov suvremenik Gustaf Dalman koji je pisao o običajima islamskih poljoprivrednika koji su rabili kršćanske oznake za pedeseti dan, "što je, opet, odražavalo daleko starije poljoprivredne prakse: čuvanje grožđa, muljanje grožđa, sjetvu, itd.".
Julius Morgenstern je tvrdio da kalendar Jubileja ima staro podrijetlo jer je donekle promijenjeni ostatak pentekontadskog kalendara.